# Patrick MacNeny
Patrick MacNeny of Patrice de Neny (Graafschap Monaghan, Ierland, 20 oktober 1676 - Brussel, 9 april 1745) was secretaris van Staat en Oorlog in de Oostenrijkse Nederlanden.

## Levensloop
MacNeny was een telg van oude landadel in Ierland. Zijn ouders waren Philippe MacNeny en Brigitte O'Neill. De overwinning van de Engelse Williamieten, die zich meester maakten van Ierland, betekende een zware tegenslag voor de traditionele Ierse families. Patrick trok er zijn conclusies uit en vertrok als zestienjarige in ballingschap naar het continent.
Van 1692 tot 1702 woonde hij in Leuven, waar hij studies ondernam en promoveerde tot licentiaat in de rechten. Hij vestigde zich onmiddellijk in Brussel als advocaat bij de Raad van Brabant en bleef dit beroep uitoefenen tot in 1724.
In 1704 (hij was toen achtentwintig) trouwde hij met Anne-Marie Peterbroeck (die er vijfentwintig was). Ze kregen tien kinderen, waarvan er vijf de volwassen leeftijd bereikten, onder wie Patrice-François de Neny (1716-1784), die een nog schitterendere loopbaan dan zijn vader zou doorlopen, en Corneille de Neny (1718-1776), die in Wenen privésecretaris van keizerin Maria Theresia werd. 
In 1709 bekwam MacNeny het Brabants staatsburgerschap. Hetzelfde jaar stelde hij zijn kandidatuur voor een positie als ambtenaar bij Financiën. Het was een moeilijke periode, tijdens dewelke de Zuidelijke Nederlanden bestuurd werden door een Raad van State die ondergeschikt was aan de 'Engels-Hollandse Conferentie'. Pas in 1713 werd hij benoemd, waarbij zijn Britse afkomst een voordeel was, gelet op de grote invloed van de Engelse overheersers. Hij nam de functie op in een tijd waarin de overheidsfinancies in de Zuidelijke Nederlanden catastrofaal waren. Als hoofd van de dienst belastingen, moest MacNeny binnen de Raad van Financiën de belangen van de schatkist verdedigen.
Tijdens de jaren 1718-1719 trok MacNeny bij herhaling naar Den Haag, waar hij samen met Jean-Baptiste Coppieters de termen ging onderhandelen van het Barrièretraktaat, dat beiden uiteindelijk ondertekenden namens markies de Prié, de gevolmachtigd minister in de Zuidelijke Nederlanden van 1716 tot 1724.
In 1724 werd MacNeny bevorderd tot Secretaris van Staat en Oorlog in de Oostenrijkse Nederlanden. Hij bleef dit ambt uitoefenen tot een paar jaar voor zijn dood. In 1725 werd zijn beschermheer, gouverneur-generaal Eugenius van Savoye opgevolgd door aartshertogin Maria-Elisabeth, met wie MacNeny eveneens vertrouwensbanden kon smeden. Dit was wel noodzakelijk om stand te houden, gelet op de naijver en de vijandschappen die het wespennest van de Brusselse administratie kenmerkten.
In 1741 werd hij getroffen door een hevig beroerte, dat hem permanent aan zijn bed kluisterde. Vier jaar later overleed hij en werd hij bijgezet in de kerk van Sint Jacob op de Coudenberg, in de graftombe van de kardinaal-infant Ferdinand.

## Publicaties
- Wederlegginge van de argumenten opgestelt van wegen de heeren bewinthebberen, opgestelt vanwegen de bewinthebberen van de Oost- en WestIndische Compagnien der Vereenigde Provinciën  (...), Brussel, 1723.